# Antiklor
Antiklor är ett samlingsnamn för diverse ämnen, som används för att avlägsna ett överskott av klor, som uppstått vid blekning av textilier och papper.
I vissa schampo kan någon form av antiklor ingå för att neutralisera klor i håret, som kan ha uppstått vid bad i simbassänger med klorerat vatten.
Metoden går ut på att tillsätta ämnen, som vid reaktion med klor bildar vattenlösliga ämnen, som kan sköljas bort.
Exempel på använda ämnen:
- Ammoniak, NH3
- Kaliumbisulfit
- Natriumhyposulfit
- Natriummetabisulfit
- Natriumsulfit, Na2SO3
- Natriumtiosulfat, Na2S2O3
- Natriumvätesulfit, NaHSO3
- Stadsgas
- Väteperoxid, H2O2. Detta ämne är i sig ett kraftigt oxiderande ämne, och skall därför vid användning som antiklor användas bara i svag lösning, till exempel omkring 3 procent.